# Magde Lanzy
Magde Lanzy (état civil inconnu) est une chanteuse, mannequin, danseuse et actrice de théâtre française des années 1910 et 1920.

## Biographie
En dehors de la demi-douzaine de rôles qu'elle a interprété entre 1911 et 1914, on ne sait pratiquement rien de Magde Lanzy sinon qu'elle a été aussi mannequin,.
Sa carrière d'actrice, interrompue par la Première Guerre mondiale, ne reprendra pas après la fin du conflit. Seules ses activités dans le mannequinat se poursuivront au moins jusqu'en 1927, date de ses dernières prestations connues pour le magazine Vogue,,. On perd ensuite sa trace.

## Théâtre
- 1911 : Lolotte, comédie en 1 acte d'Henri Meilhac et Ludovic Halévy, au Little-Palace (5 mars) : Lolotte[8].
- 1911 : Par une nuit d'été, pièce en 1 acte d'Armory[note 2], au Little-Palace (avril)[9],[10],[11],[12].
- 1911 : Monsieur Pickwick, comédie burlesque en 5 actes de Georges Duval et Robert Charvay, d'après le roman de Charles Dickens, musique de Fernand Heintz[13], au théâtre de l'Athénée (21 septembre) : Miss Emily Wardle[14],[15],[16],[17],[18],[19].
- 1912 : Arrête, arrêtez, chauffeur !, revue à grand spectacle en 2 actes et 15 tableaux de Dominique Bonnaud et Numa Blès, musique d'Henri José[20], à la Cigale (9 février) : Rosemonde Gérard[21],[22],[23],[24].
- 1912 : L'Arrière-petite-fille de Madame Angot, revue-opérette en 3 actes d'André Mauprey, sur des airs de Charles Lecocq, Louis Ganne, Jules Massenet et Jacques Offenbach, aux Folies-Dramatiques (29 novembre) : Miss Kitty[25],[26],[27].
- 1914 : Le Mannequin, comédie en 4 actes de Paul Gavault, mise en scène d'Abel Deval, création le 5 février, à la Comédie Marigny : Mlle Huberte[28],[29],[30].

## Iconographie
Magde Lanzy a notamment posé pour de grands couturiers comme Drecoll (photo Reutlinger) ou la Maison Laferrière (photo Félix), pour le parfumeur Lenthéric (photo Félix), ou encore pour le constructeur automobile Lucien Boulogne & Fils (photo Henri Manuel).